# Bliksem (band)
Bliksem is een thrashmetalband die in 2007 werd opgericht in Antwerpen.
In 2012 was Bliksem de eerste metalband die artist in residence werd in Trix. De band speelde onder meer op Appelpop, Graspop Metal Meeting en Paaspop.

## Discografie
- Bliksem (EP) (2010 - eigen beheer)
- Face The Evil (2013 - Alone Records)
- Gruesome Masterpiece (2015)